# Сорокино (озеро, Ивановская область)
Соро́кино — старичное озеро эутрофного типа в левобережье нижнего течения Клязьмы в западной части Южского района Ивановской области. Расположено в 4,5 км южнее села Холуй, близ впадения реки Тезы в Клязьму, на территории Федерального заказника «Клязьминский». В 2004 году указом губернатора Ивановской области получило статус перспективного памятника природы регионального значения. 
Форма озера узкая, извилистая, с несколькими заводями. Общая длина около 2,7 км, ширина колеблется от 50 до 180 м, максимальная глубина 7,1 м. Площадь зеркала — 45 га (согласно другим данным — 42,4 га га). Длина береговой линии — 7974 м. Высота над уровнем моря — 79 м. Водородный показатель pH, замеренный в 2019 году, для различных частей озера составлял от 6,4 до 7,2. 
Берега озера отлогие и крутые, местами заболоченные, покрыты лесом и кустарником. Из деревьев преобладают дубы с примесью ольхи черной, березы пушистой, осины и сосны. Вода светлая, прозрачная, желтоватая.
Код объекта в государственном водном реестре — 09010301111199000000480.

## Фауна
В Ореховом озере обитают бобр, ондатра, выхухоль. Из ихтиофауны отмечены линь, лещ, окунь, плотва, щука, красноперка. Кроме того, зарегистрировано 69 видов беспозвоночных.